# Роджер Дули
Роджер Дули (англ. Roger Dooley) — это вымышленный персонаж комиксов издательства Marvel Comics.

## История публикации
Роджер Дули впервые появился в Marvel Graphic Novel #18 и был создан Джоном Бирном.

## Вымышленная биография
Роджер Дули имеет уровень Четыре Специального сотрудника Щ.И.Т.
Дули был отправлен в операцию, чтобы оценить Женщину-Халка. Во время операции он случайно телепортировал колонию разумных тараканов, которые позже захватили его тело. Когда тараканы попытались заставить его взять на себя Женщину-Халка, она бросила его, и его тело разорвалось.

## Силы и способности
Роджер Дули был обучен как агент Щ.И.Т..

## Вне комиксов

### Телевидение
- Ши Уигхэм появляется как Роджер Дули в телесериале Агент Картер. Он изображен в качестве главного директора Стратегического Научного Резерва (или С.Н.Р), который курирует агентов Пегги Картер, Джека Томпсона, и Даниэля Соуза.[3] из-за отсутствия "богатой комиксовой истории" Уигхэм создал свой собственный фон для персонажа, на котором он сказал: «Я не думаю, что Дули является политическим назначенцем, я думаю, что проделал свой путь через хорошую напряженную работу. Я не думаю, что я политик ни в каком отношении. У Дули очень острое чувство юмора».[4] В отличие от многих других агентов, Уигхэм полагает, что Дули действительно уважает Картер, говоря следующее: «Я думаю, что он ей нравится. Я думаю, что он глубоко переживает. Я не уверен, что он всегда может это показать, но я думаю, ты увидишь, Заботится о Картере, и это то, что удерживает его по ночам, а также других мальчиков, когда я отправляю их на миссии ». В эпизоде «Провал» выясняется, что у него есть жена по имени Лоретта и двое детей, и что он служил во Второй мировой войне. В то время как он был далеко, Лоретта была неверна, что вызвало семейные проблемы. Во время эпизода, д-р Ивченко гипнотизирует Дули запереть Пегги Картер и Эдвина Джарвиса в комнате для допросов и доставать ему предмет № 17. Ивченко даже заканчивает работу, заставляя Дули надеть взрывчатый жилет. После того, как он вырвался из транса, Дули находит на нем жилет, когда он начинает нагреваться. Когда жилет стоит на пороге взрыва, Дули спрашивает своих товарищей агентов С.Н.Р., чтобы передать сообщение своей жене, что он любит её, прося Картер получить Ивченко. Дули бежит к окну, выбирая стекло и выпрыгивает из него, когда жилет взрывается во время падения.

## Внешние ссылки
- Роджер Дули в Marvel Wiki
- Роджер Дули в Appendix to the Handbook of the Marvel Universe